# Нумерація Геделя
Нумерація Геделя — це функція g , що зіставляє з кожним об'єктом деякої формальної мови її номер. З її допомогою можна явно пронумерувати наступні об'єкти мови: змінні, предметні константи, функціональні символи, предикатні символи і формули, побудовані з них.
Побудова нумерації Геделя для об'єктів теорії називається арифметизацією теорії — вона дозволяє переводити висловлювання, аксіоми, теореми чи теорії в об'єкти арифметики . При цьому потрібно, щоб нумерація g була ефективно обчислюваною і для будь-якого натурального числа можна було визначити, чи є воно номером чи ні, і якщо є, то побудувати відповідний йому об'єкт мови. Нумерація Геделя дуже схожа на посимвольне кодування рядків числами, але з тією різницею, що для кодування послідовностей номерів букв використовується не конкатенація номерів однакової довжини, а основна теорема арифметики.
Нумерація Геделя була ним застосована як інструмент для доказу неповноти формальної арифметики.

## Варіант нумерації Геделя формальної теорії першого порядку
Нехай {\displaystyle \mathrm {K} } — теорія першого порядку, що містить змінні {\displaystyle x_{1},x_{2},...}, предметні константи {\displaystyle a_{1},a_{2},...}, функціональні символи {\displaystyle f_{k}^{n}} і предикатні символи {\displaystyle A_{k}^{n}} , де {\displaystyle k} — номер, а {\displaystyle n} — арність функціонального або предикатного символу.
Кожному символу {\displaystyle u} довільній теорії першого порядку {\displaystyle \mathrm {K} } поставимо у відповідність його Ґьоделя номер {\displaystyle g(u)} наступним чином:
{\displaystyle g(()=3;\ g())=3;\ g(,)=3;\ g(\neg )=3;\ g(\to )=3;}
{\displaystyle g(x_{k})=5+8k,\ k=1,2,...;}
{\displaystyle g(a_{k})=7+8k,\ k=1,2,...;}
{\displaystyle g(f_{k}^{n})=9+8\cdot 2^{n}3^{k},\ k,n\geqslant 1;}
{\displaystyle g(A_{k}^{n})=11+8\cdot 2^{n}3^{k},\ k,n\geqslant 1.}
Номер Геделя довільної послідовності {\displaystyle e_{0},...,e_{r}}
виразів визначимо наступним чином: {\displaystyle g(e_{0},...,e_{r})=2^{g(e_{0})}\cdot 3^{g(e_{1})}\cdot ...\cdot p_{r}^{g(e_{r})}}.
Існують також інші нумерації Геделя формальної арифметики.

### Приклад
{\displaystyle g(A_{1}^{2}(x_{1},x_{2}))=2^{g(A_{1}^{2})}\cdot 3^{g(()}\cdot 5^{g(x_{1})}\cdot 7^{g(,)}\cdot 11^{g(x_{2})}\cdot 13^{g())}=2^{107}\cdot 3^{3}\cdot 5^{13}\cdot 7^{7}\cdot 11^{21}\cdot 13^{5}}

## Узагальнення
Взагалі, нумерацією множини {\displaystyle F} називають усюди повне сюр'єктивне відображення{\displaystyle \nu :\mathbb {N} \to F}. Якщо {\displaystyle \nu (n)=f}, то {\displaystyle n} називають номером об'єкта {\displaystyle f}. Окремі випадки {\displaystyle F} — мови і теорії.